# Isa Pereira
Isabela Leonor Ferreira do Outeiro Pereira, meglio nota come Isa Pereira (31 luglio 1995), è una giocatrice di calcio a 5 portoghese, centrale del Città di Falconara.

## Carriera
Dopo alcuni campionati in Portogallo, Pereira approda nella Serie A italiana con la maglia del Real Statte. 
Nel 2019 si trasferisce al Città di Falconara della quale diventa in breve tempo pilastro insostituibile e beniamina dei tifosi per estro e grinta. Con le marchigiane vince la Coppa Italia 2021. Nella stessa stagione la squadra raggiunge la finale scudetto, persa poi contro il Montesilvano. L'anno successivo è quello del  triplete nazionale: in bacheca arrivano Supercoppa italiana a dicembre, Coppa Italia e scudetto in gara-3 il 12 giugno 2022 contro il Pescara (ex Montesilvano).
Il campionato successivo conferma la striscia positiva di vittorie con la conquista della Supercoppa Italiana 2022 nella finale di Genzano contro il Real Statte e, il 22 dicembre, del titolo continentale al termine dell'European Women's Futsal Tournament 2022, la Champions del calcio a 5 femminile.
Nella stagione 2024/2025, la migliore dal punto di vista realizzativo, compresi due gol decisivi in gara1 e gara3 di semifinale contro il Bitonto, è pedina fondamentale per la conquista del secondo Scudetto del Città di Falconara.

## Statistiche

### Presenze e reti in Serie A
Aggiornato a giugno 2025.
| Stagione                  | Squadra                   | Campionato                | Campionato | Campionato | Coppa della Divisione | Coppa della Divisione | Coppa Italia | Coppa Italia | Supercoppa Italiana | Supercoppa Italiana | European Woman's Futsal | European Woman's Futsal | Totale | Totale |
| Stagione                  | Squadra                   | Comp                      | Pres       | Reti       | Pres                  | Reti                  | Pres         | Reti         | Pres                | Reti                | Pres                    | Reti                    | Pres   | Reti   |
| ------------------------- | ------------------------- | ------------------------- | ---------- | ---------- | --------------------- | --------------------- | ------------ | ------------ | ------------------- | ------------------- | ----------------------- | ----------------------- | ------ | ------ |
| 2019-2020                 | Falconara                 | Serie A                   | 17         | 9          | 2                     | 3                     |              |              |                     |                     |                         |                         | 19     | 12     |
| 2020-2021                 | Falconara                 | Serie A                   | 24         | 7          |                       |                       | 2            | 0            |                     |                     |                         |                         | 26     | 7      |
| 2021-2022                 | Falconara                 | Serie A                   | 29         | 9          |                       |                       | 3            | 0            | 1                   | 1                   |                         |                         | 33     | 10     |
| 2022-2023                 | Falconara                 | Serie A                   | 30         | 15         |                       |                       | 1            | 0            | 1                   | 0                   | 3                       | 0                       | 35     | 15     |
| 2023-2024                 | Falconara                 | Serie A                   | 26         | 9          |                       |                       | 1            | 0            |                     |                     |                         |                         | 27     | 9      |
| 2024-2025                 | Falconara                 | Serie A                   | 28         | 19         |                       |                       | 2            | 0            |                     |                     |                         |                         | 27     | 9      |
| Totale Città di Falconara | Totale Città di Falconara | Totale Città di Falconara | 154        | 68         | 3                     | 3                     | 9            | 0            | 2                   | 1                   | 3                       | 0                       | 170    | 73     |

## Palmarès

### Club
- : Campionato Italiano 2

Città di Falconara: 2021-22, 2024-25
- Coppa Italia: 2

Città di Falconara: 2020-2021, 2021-2022
- Supercoppa Italiana: 2

Città di Falconara: 2021, 2022
- European Women's Futsal Tournament: 1

Città di Falconara: 2022

### Individuali
- Premio 5TAR Futsal come miglior centrale della Serie A 2023-24